# Daniel Caggiani

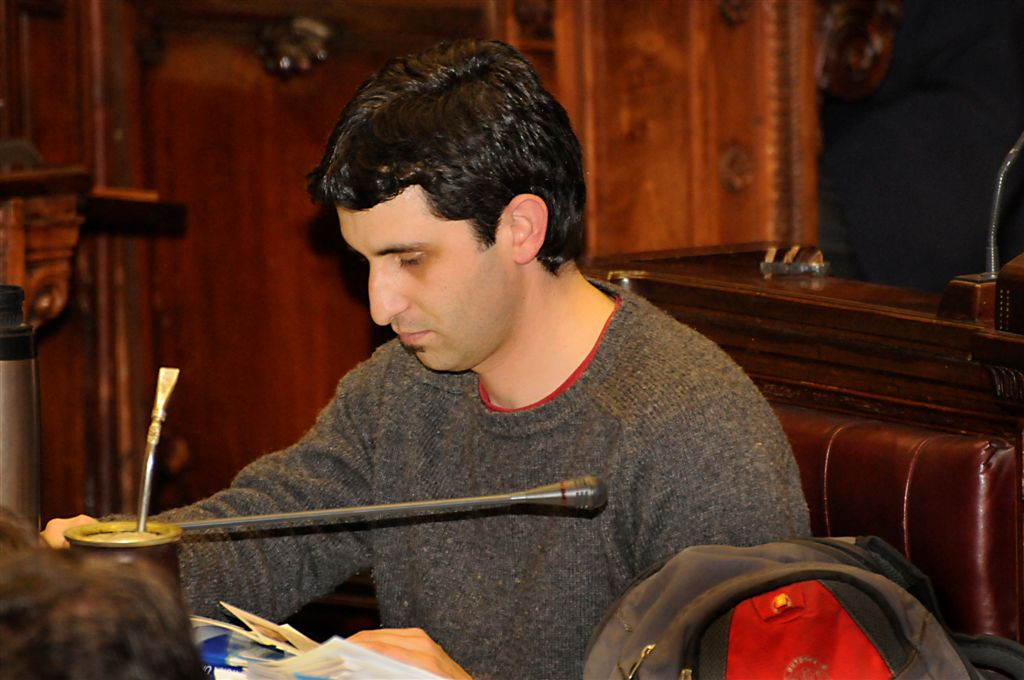
Daniel Caggiani

Daniel Caggiani (* 20. Juli 1983 in Montevideo) ist ein uruguayischer Politiker der Partei Frente Amplio und seit 1. Januar 2019 Präsident des Mercosur-Parlaments.